# Nekromantik 2
Nekromantik 2 – niemiecki horror, nakręcony przez Jörg'a Buttgereit'a. Miał premierę w 1991 roku. Jest kontynuacją filmu Nekromantik, wydanego w 1987. Podobnie jak w pierwszej części, tak i w tej części są ukazane liczne nekrofilskie sceny erotyczne, co wywołało kontrowersje.

## Fabuła
Główna bohaterka Monika, wykopuje zwłoki zmarłego w finale poprzedniej części Roba, aby oddawać się z nimi swej nekrofilskiej pasji. Ćwiartuje nieżywego oblubieńca, a następnie poznaje zajmującego się podkładaniem dźwięku do filmów porno Marka.

## Obsada
Źródło: Filmweb
- Florian Koerner von Gustorf – pijak w barze
- Beatrice Manowski – Betty
- Monika M. – Monika
- Mark Reeder – Mark